# Melitaea trivia
La doncella modesta (Melitaea trivia) es un lepidóptero ropalócero de la familia Nymphalidae. Denis & Schiffermüller, 1775.

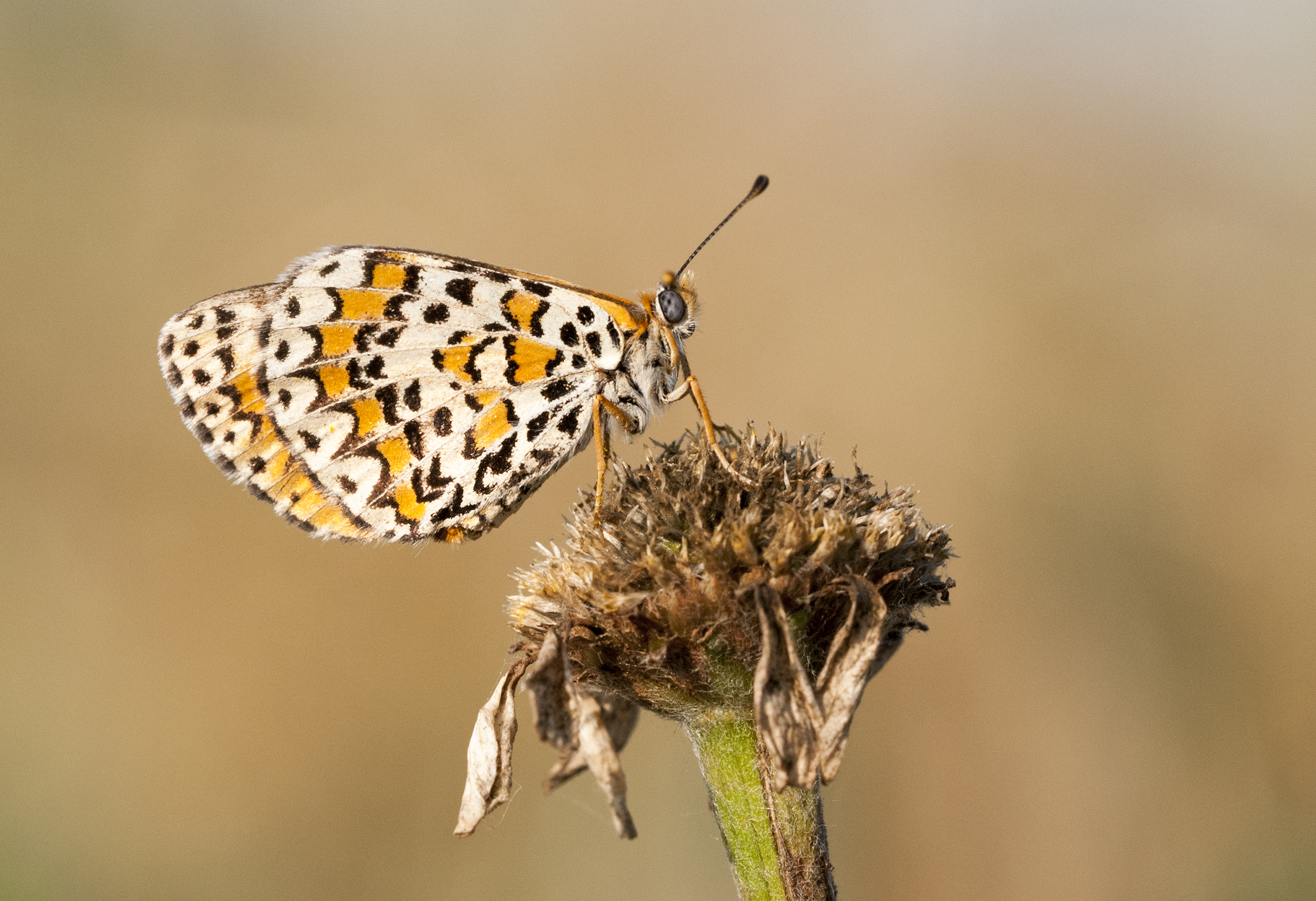
Melitaea trivia

## Distribución
Se distribuye por el sur de Europa, Turquía, Oriente Medio, Irán, Afganistán, sur de Rusia, Kazajistán, norte de Pakistán y norte del India. En la península ibérica se encuentra en la cordillera Cantábrica, poblaciones al norte y centro y alguna aislada a las principales sierras andaluzas.

## Hábitat
Zonas con flores, cálidas y secas; también campos de cultivo abandonados. La oruga se alimenta de plantas del género Verbascum, en la península ibérica sobre todo de Verbascum thapsus y Verbascum pulverulentum.

## Periodo de vuelo e hibernación
Bivoltina, dos generaciones al año: la primera entre mediados de abril y comienzos de mayo y la segunda entre junio y agosto. Hiberna como oruga en nidos de seda.

## Descripción

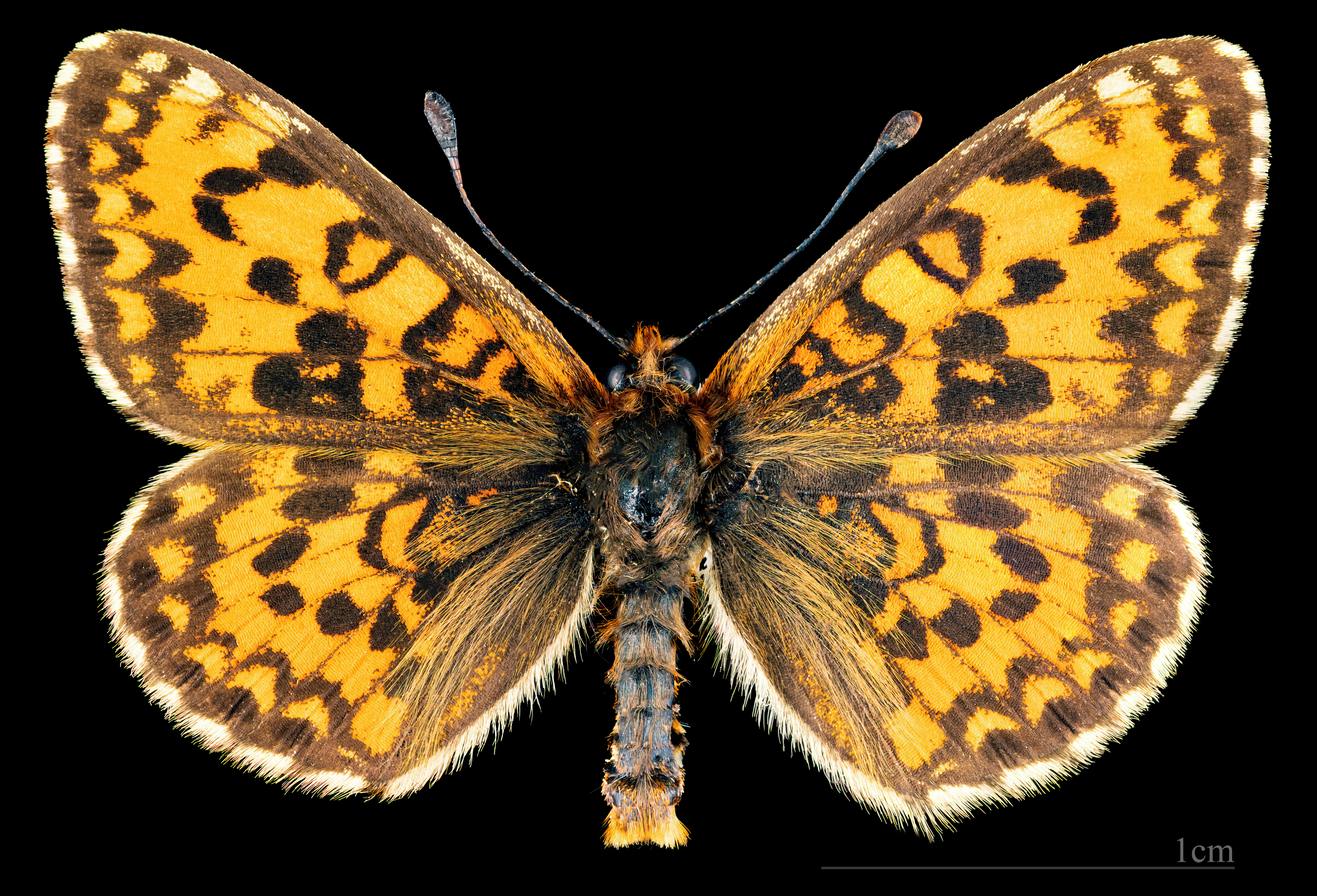
Melitaea trivia ♂
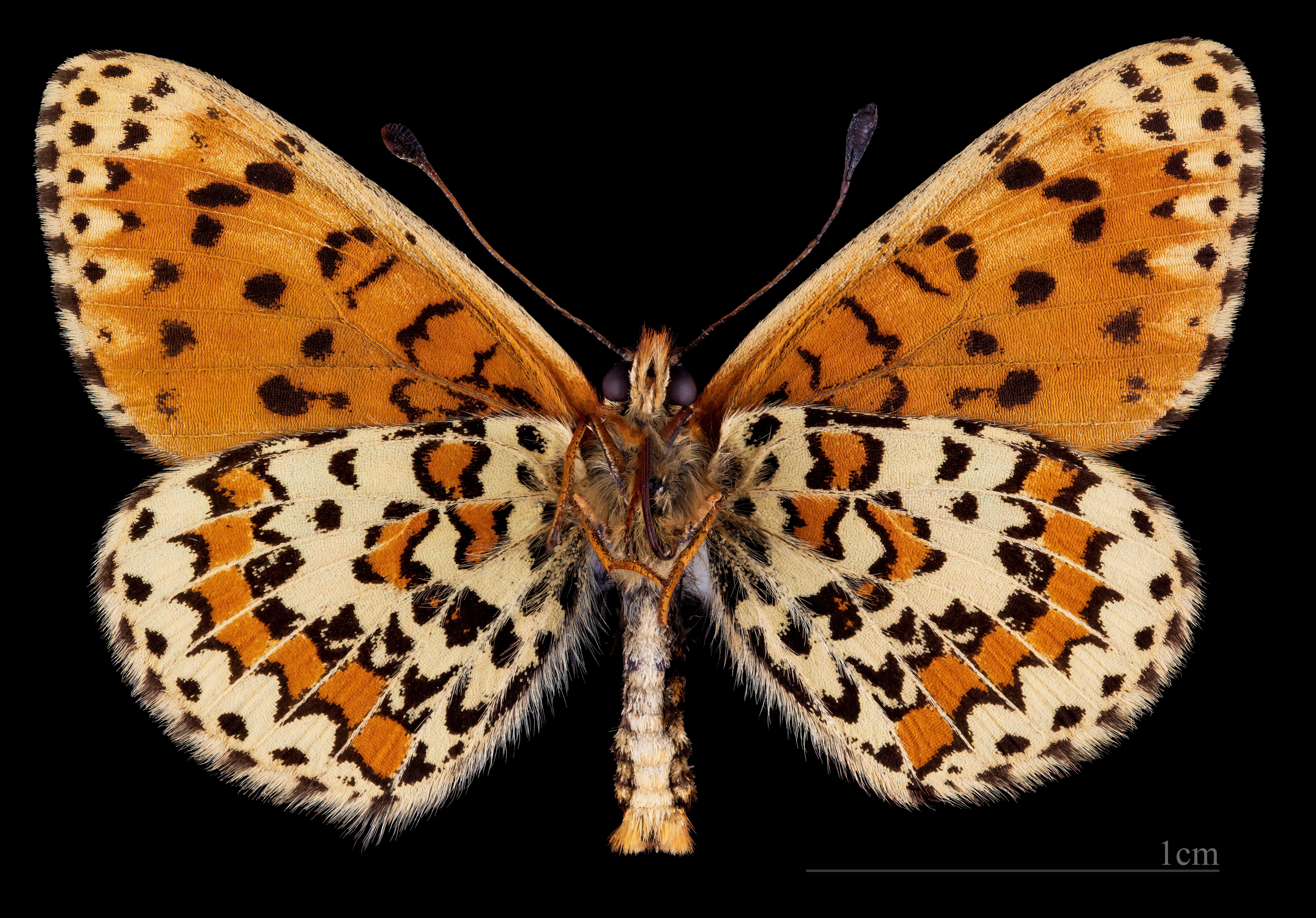
Melitaea trivia ♂   △
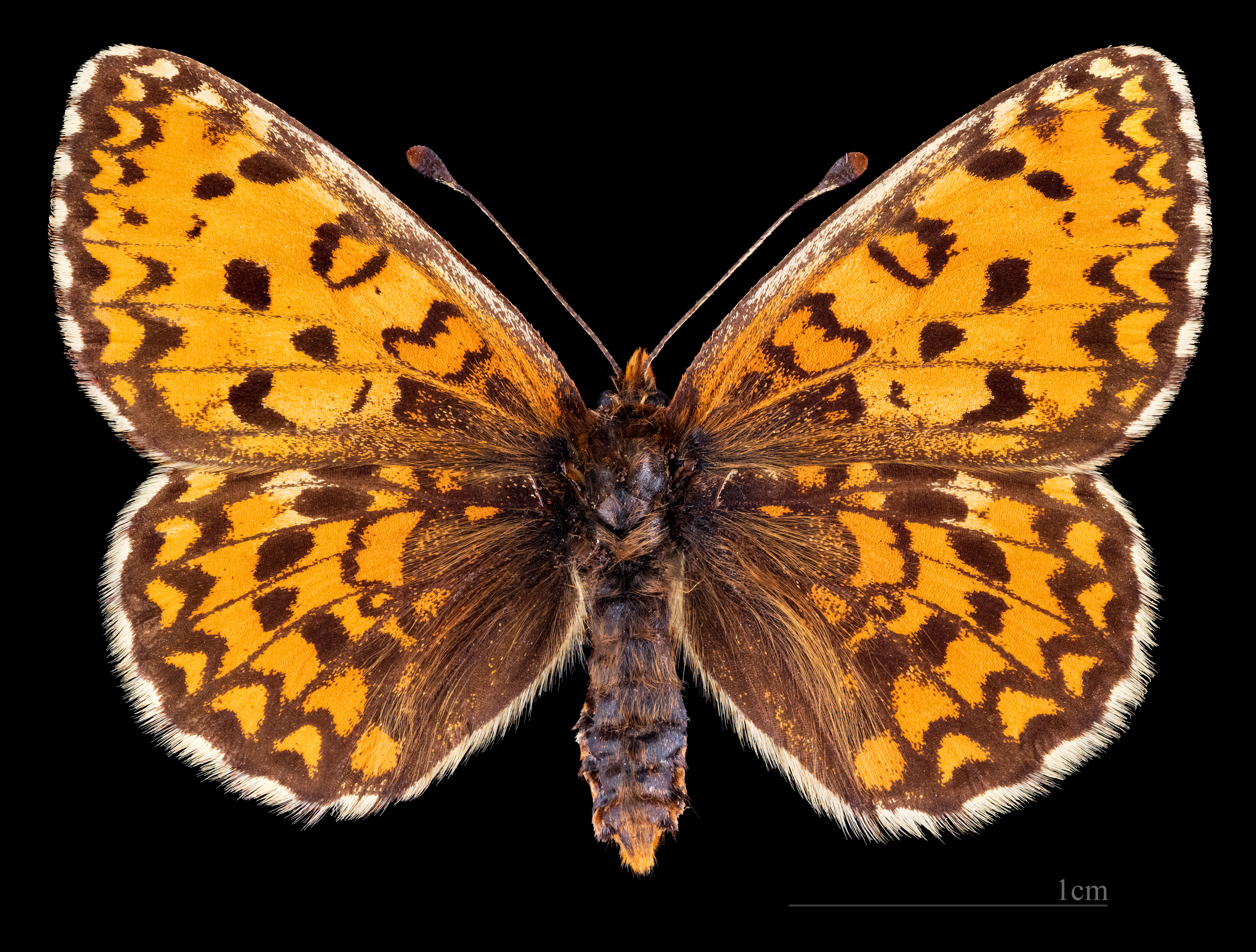
Melitaea trivia ♀
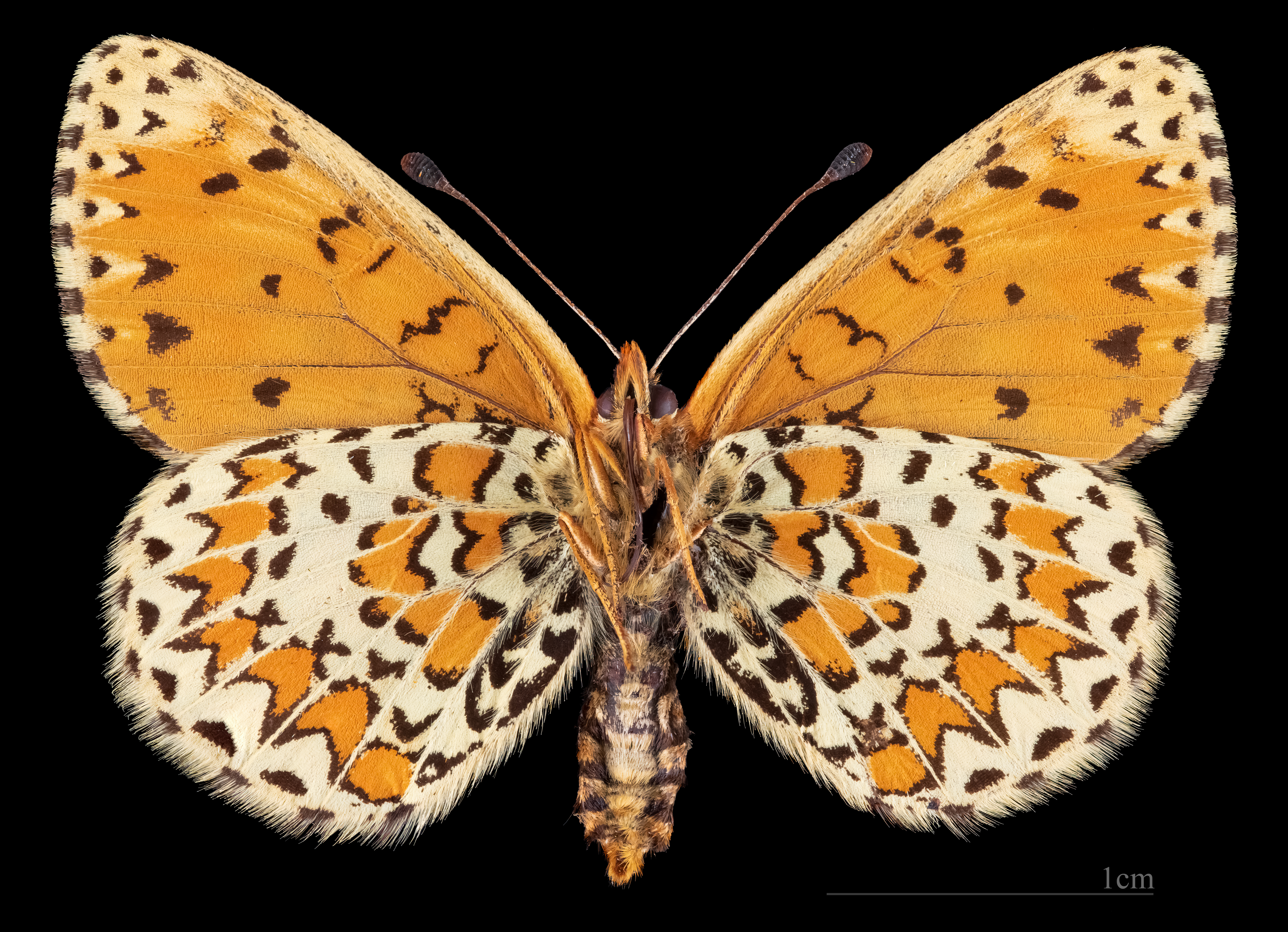
Melitaea trivia ♀ △